# Albatros B.IIa
Die Albatros B.IIa (Werksbezeichnung L 30) ist eine Weiterentwicklung des Aufklärer- und Schulflugzeugs Albatros B.II aus dem Jahr 1913. Wesentliche Unterscheidungsmerkmale zur Vorgängerversion waren eine verstärkte Zelle und ein leicht vergrößerte Tragflächen sowie zwei verbesserte 120-PS-Motorvarianten Daimler D II oder Argus As II.

## Geschichte
Die B.II bzw. B.IIa wurde 1913 von Ernst Heinkel während seiner Zeit als Chefkonstrukteur und Direktor der Albatros-Werke entworfen. Die B.II war im ersten Kriegsjahr einer der meistverwendeten Aufklärer. Die B.IIa mit einer verstärkten und aerodynamisch verbesserten Zelle löste die B.II in der Produktion ab.
Nach dem Ende des Krieges wurden einige B.IIa von den neu gegründeten deutschen Fluggesellschaften als Zivilmaschinen weiterbetrieben. Unter anderem betrieben ab 1921 der Bayerische Luft Lloyd in München und der Deutsche Luft Lloyd in Berlin einige Exemplare als Post und Passagierflugzeuge. In Magdeburg wurde die L 30 von der Luftreederei Magdeburg bereits 1920 eingesetzt. Das Muster blieb bis weit in die 1930er-Jahre hinein in Deutschland bei Flugclubs und Forschungseinrichtungen im Einsatz. Auch in Polen wurden nach dem Ende des Krieges einige B.IIa als Schulungsflugzeuge weiterverwendet.
Eine B.IIa existiert heute noch im Polnischen Luftfahrtmuseum. Sie war Teil der Berliner Luftfahrtsammlung, die im Zweiten Weltkrieg nach Polen zum Schutz vor Bombenangriffen verlagert wurden. Mitte der 1980er-Jahre wurde dieses Flugzeug im Technikmuseum in Berlin restauriert und wurde eine Zeit lang in Berlin ausgestellt. Heute steht das Flugzeug wieder in Krakau in den Farben der polnischen Luftwaffe.

## Technische Daten
| Kenngröße                   | B.IIa / L30                                                           |
| --------------------------- | --------------------------------------------------------------------- |
| Besatzung                   | 2                                                                     |
| Länge                       | 7,65 m                                                                |
| Spannweite                  | 12,95 m                                                               |
| Höhe                        | 3,15 m                                                                |
| Flügelfläche                | 41,00 m²                                                              |
| Leermasse                   | 720 kg                                                                |
| Zuladung                    | 352 kg                                                                |
| max. Startmasse             | 1072 kg                                                               |
| Triebwerk                   | ein Daimler D-II, 120 PS (ca. 90 kW) ein Argus II, 120 PS (ca. 90 kW) |
| Reise/Höchstgeschwindigkeit | 110/120 km/h                                                          |
| Steigleistung               | 1,40 m/s (Seehöhe)                                                    |
| Dienstgipfelhöhe            | 3000 m                                                                |
| max. Reichweite             | 500 km                                                                |